# Marquette, Iowa
Marquette là một thành phố thuộc quận Clayton, tiểu bang Iowa, Hoa Kỳ. Năm 2010, dân số của thành phố này là 375 người.

## Dân số
Dân số qua các năm:
- Năm 2000: 421 người.
- Năm 2010: 375 người.